# Sedlo Sinej

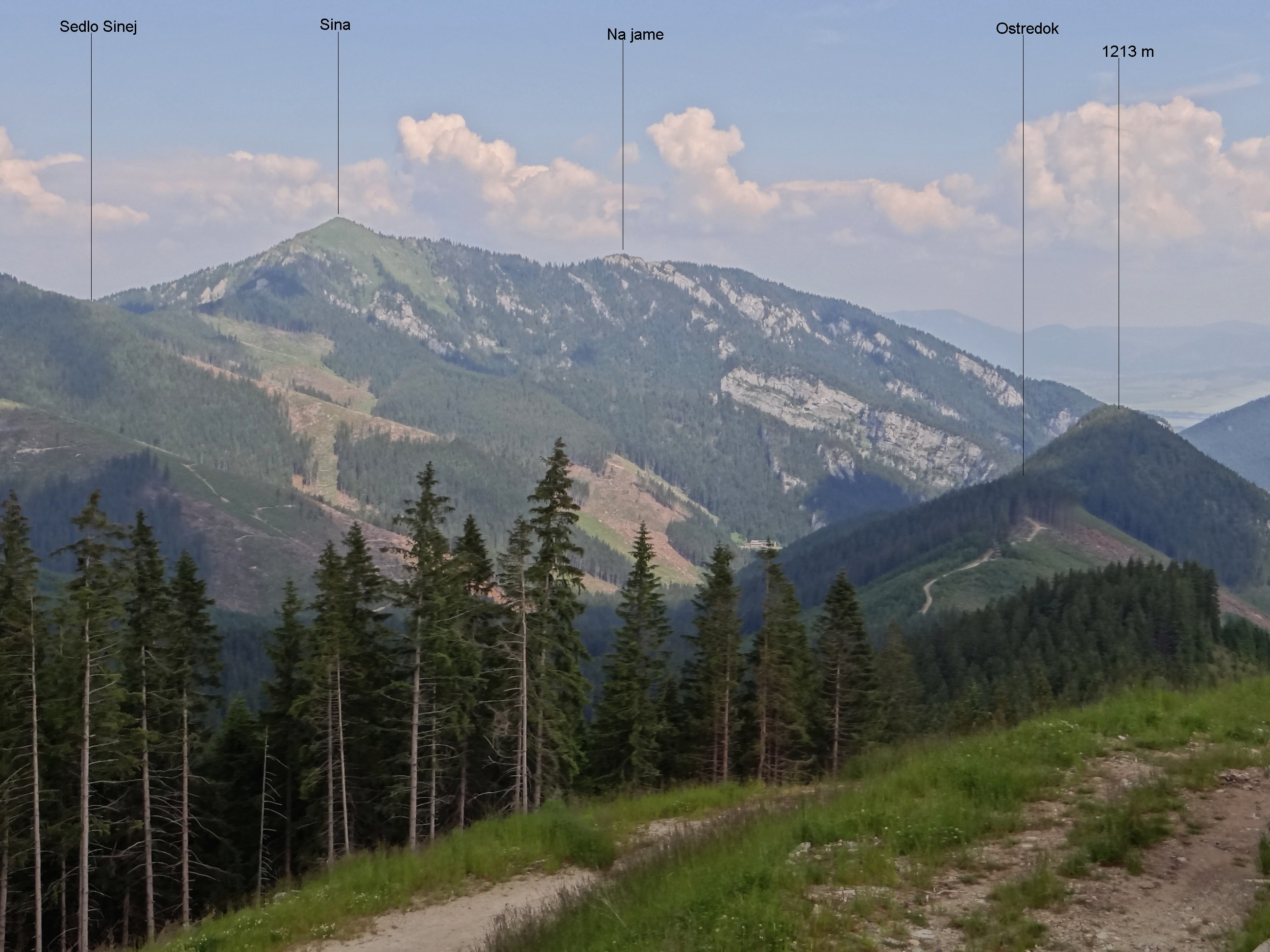

Sedlo Sinej (w tłumaczeniu na język polski: Przełęcz Sinej) – położona na wysokości ok. 1301 m przełęcz w północnej części Niżnych Tatr na Słowacji. Znajduje się w bocznym grzbiecie, który odgałęzia się od głównego grzbietu Niżnych Tatr w szczycie Poľany (1890 m) i biegnie w kierunku północnym poprzez Zákľuky (1915 m), Bôr (1888 m) i sedlo Sinej do szczytu Siná (1560 m). Wschodnie stoki Przełęczy Sinej opadają do Doliny Demianowskiej (a dokładniej jej odnogi, która spływa potok Zadná voda), zachodnie do doliny Mošnica.
Rejon przełęczy znajduje się w lesie na obszarze Parku Narodowego Niżne Tatry, wschodnie stoki ponadto objęte są ochroną ścisłą, należą bowiem do rezerwatu przyrody Dolina Demianowska. Przez przełęcz prowadzi żółty szlak turystyczny z Doliny Demianowskiej na szczyt  Poľany, ponadto odgałęzia się od niego również żółty szlak na szczyt Sinej (szlak ten kończy się na Sinej ślepo, powrót tą samą drogą). 
Szlaki turystyczne
 Dolina Demianowska (parking przy Demianowskiej Jaskini Wolności) – Sedlo Sinej. Czas przejścia 1.45 h, ↓ 1.10 h
 Sedlo Sinej – Sina. Czas przejścia 45 min, ↓ 30 min
 Sedlo Sinej – Bôr – Poľana. Czas przejścia 2.5 h, ↓ 1,45 h